# Важиха, Конрад
Ко́нрад Важи́ха (пол. Konrad Warzycha; 14 февраля 1989, Забже, Польша) — польский футболист, полузащитник.

## Биография
Конрад — сын футболиста и футбольного тренера Роберта Важихи. Родился в Польше, позже жил в Англии и Венгрии, а в 1997 году вместе с семьёй переехал в США. Вырос в Даблине, штат Огайо, где учился в старшей школе Джерома и играл за футбольную команду «Бласт».
В 2007 году поступил в Университет штата Огайо. За четыре сезона в университетской футбольной команде «Огайо Стейт Бакайс» сыграл 75 матчей в Национальной ассоциации студенческого спорта, забив 13 голов и отдав девять голевых передач. В 2009 году был включён во вторую символическую сборную Конференции Big Ten, а в 2010 году — в первую символическую сборную Конференции Big Ten.
13 января 2011 года на Супердрафте MLS Важиха был выбран клубом «Спортинг Канзас-Сити» в третьем раунде под общим 46-м номером. Он подписал контракт с клубом 3 марта 2011 года. Его профессиональный дебют состоялся 29 мая 2012 года в матче Открытого кубка США против «Орландо Сити». 28 августа 2012 года Важиха был отдан в аренду клубу «Каролина Рэйлхокс» на оставшуюся часть сезона NASL. 12 сентября 2012 года Важиха был отозван «Спортингом Канзас-Сити» из аренды. 19 ноября 2012 года «Спортинг Канзас-Сити» отчислил Важиху.
27 февраля 2013 года Важиха подписал контракт с клубом «Коламбус Крю», где главным тренером был его отец. За «Крю» дебютировал 27 апреля 2013 года в матче против «Ди Си Юнайтед», выйдя на замену на 86-й минуте вместо Хайро Арриеты. 13 июня 2013 года в матче Открытого кубка США против «Чикаго Файр» забил свой первый гол в профессиональной карьере. По окончании сезона 2013 «Коламбус Крю» не стал продлевать контракт с Важихой. В начале 2014 года Важиха проходил просмотр в «Коламбус Крю» на предсезонном сборе, но не сумел перезаключить контракт с клубом.

## Статистика выступлений
| Выступление                | Выступление      | Выступление      | Лига | Лига | Плей-офф | Плей-офф | Кубок | Кубок | Итого | Итого |
| Клуб                       | Лига             | Сезон            | Игры | Голы | Игры     | Голы     | Игры  | Голы  | Игры  | Голы  |
| -------------------------- | ---------------- | ---------------- | ---- | ---- | -------- | -------- | ----- | ----- | ----- | ----- |
| Спортинг Канзас-Сити       | MLS              | 2011             | 0    | 0    | 0        | 0        | 0     | 0     | 0     | 0     |
| Спортинг Канзас-Сити       | MLS              | 2012             | 1    | 0    | 0        | 0        | 2     | 0     | 3     | 0     |
| Спортинг Канзас-Сити       | Итого            | Итого            | 1    | 0    | 0        | 0        | 2     | 0     | 3     | 0     |
| Каролина Рэйлхокс (аренда) | NASL             | 2012             | 1    | 0    | —        | —        | —     | —     | 1     | 0     |
| Коламбус Крю               | MLS              | 2013             | 13   | 0    | —        | —        | 2     | 1     | 15    | 1     |
| Всего за карьеру           | Всего за карьеру | Всего за карьеру | 15   | 0    | 0        | 0        | 4     | 1     | 19    | 1     |

Источники: Transfermarkt, Soccerway, Footballdatabase.eu.